# NGC 6286
NGC 6286 هي مجرة حلزونية تفاعلية تقع في كوكبة التنين. تم تصنيفها Sb/P واكتشفها الفلكي الأمريكي لويس سويفت في 13 أغسطس 1885. تبعد حوالي 252 مليون سنة ضوئية عن الأرض. NGC 6286 و NGC 6285 يشكلان زوج من المجرات المتفاعله مع وجود تشوهات المد والجزر، وتصنف Arp 293 في أطلس من المجرات.

## وصلات خارجية
- NGC 6286 على موقع ويكي سكاي: DSS2, SDSS, GALEX, IRAS, Hydrogen α, X-Ray, Astrophoto, Sky Map, Articles and images